# Hlusk
Hlusk (vitryska: Глуск) är en köping i Vitryssland. Den ligger i voblasten Mahiljoŭs voblast, i den centrala delen av landet, 130 km sydost om huvudstaden Horad Mіnsk. Hlusk ligger 144 meter över havet och antalet invånare är 7 233.

## Natur och klimat
Terrängen runt Hlusk är mycket platt. Runt Hlusk är det glesbefolkat, med 15 invånare per kvadratkilometer.. Det finns inga andra samhällen i närheten.
I omgivningarna runt Hlusk växer i huvudsak blandskog.